# Максимилиян Балабански
Максимилиян Балабански e български католически свещеник, конвентуалец.

## Биография
Йосиф Бончев Балабански е роден на 9 ноември 1925 година в село Калъчлии, днес квартал Генерал Николаево на град Раковски. На 29 ноември 1937 година заминава за Италия да изучава теологически науки. Приема монашеско име Максимилиян. Полага вечните си обети на 8 декември 1946 година. През същата година започва да учи богословие, което завършва през 1950 година. На 16 юли 1950 година е ръкоположен за свещеник. В продължение на шест години е директор на семинарията в Перуджа и три години в Губио.
През 1967 година заминава за Рим, където в продължение на две години изучава източно каноническо право в Папския източен институт, където защитава магистърска степен. През 1969 година отец Максимилиян заминава за Сидни, Австралия, където е назначен за енорийски свещеник, настоятел, отговарящ за новостите и ректор на семинарията. От 1975 до 1977 г. служи като енорист в „Дева Мария от Броеницата“ в Келивил. Oт 1989 година до 1992 година е континентален провинциал (кустос) на отците-конвентуалци за Австралия.
През март 1992 година се завръща в България. Назначен е да работи като енорийски свещеник в енорията „Успение Богородично“ в село Житница през 1993 година, където остава до 2000 година. Там съгражда енорийски дом. От този период е и неуморната му свещеническа дейност и в съседните села Калояново, Дуванлии и Миромир. Отец Максимилиян написва и посвещава книга под заглавие „Св. Максимилиян Мария Колбе – Рицарят на Пренепорочната“.
На 2 април 2000 година отец Максимилиян е назначен за предстоятел на новопостроения в центъра на град Раковски конвентуалски манастир, където остава до смъртта си на 14 февруари 2011 година.